# Cantó de Nai-Est
El cantó de Nai-Est és un cantó del departament francès dels Pirineus Atlàntics, a la regió de la Nova Aquitània. Està enquadrat al districte de Pau i té 15 municipis: Angais, Baudreish, Benejac, Beuste, Buelh e Vesinc, Bordèras, Bòrdas, Coarrasa, Aigon, Lagòs, L'Estela e Bètharram, Mirapeish, Montaut, Nai (una part) i Sent Vincenç.
| Data d'elecció                              | Nom                      | Partit | Qualitat            |
| ------------------------------------------- | ------------------------ | ------ | ------------------- |
| 1992                                        | Pierre Lavigne-du-Cadet  |        |                     |
| 1998                                        | Pierre Lavigne-du-Cadet  |        | Alcalde de Bénéjacq |
| març 2004                                   | Christian Petchot-Bacqué | PS     | Alcalde de Lagos    |
| Les dades anteriors a 1992 no són congudes. |                          |        |                     |
|                                             |                          |        |                     |